# Relations entre les Émirats arabes unis et Israël
Les relations entre les Émirats arabes unis et Israël font référence aux relations diplomatiques entre les Émirats arabes unis et l'État d'Israël. Les deux pays sont membres des Nations unies.
Bien qu'entretenant depuis plusieurs décennies une coopération active dans de nombreux domaines, les deux États ont annoncé le futur établissement de leurs relations diplomatiques par un accord de paix conclu le 13 août 2020 et formellement signé le 15 septembre 2020,.

## Chronologie des relations

### De 1971 à 2020
La fédération des Émirats arabes unis a été fondée en décembre 1971, soit vingt-trois ans après l'État d'Israël.
A l'instar des autres États arabes du Golfe, les Émirats arabes unis n'ont aucune relation diplomatique avec Israël, mais ils n'ont, contrairement à la plupart de leurs voisins, participé à aucune des guerres israélo-arabes.

#### Face à l'Iran
Après l'investiture de Barack Obama en 2009 à la présidence des États-Unis, les ambassadeurs des Émirats arabes unis et d'Israël, Yousef Al Otaiba et Sallai Meridor (en), ont lancé un appel conjoint au cours d'une réunion avec Dennis Ross, le conseiller de la nouvelle administration pour le Moyen-Orient, dans le but d'encourager les États-Unis à durcir sa position vis-à-vis de l'Iran. Finalement, le président Obama lève les sanctions pesant sur l'Iran après la signature du PAGC, l'accord de Vienne sur le nucléaire iranien.
En septembre 2012, à l'occasion d'une réunion de l'Assemblée générale des Nations unies, le premier ministre israélien Benyamin Netanyahou rencontre à New York le ministre émirien des affaires étrangères, Abdallah ben Zayed Al Nahyane, en compagnie de l'ambassadeur Otaiba. Bien qu'ils s'accordent sur la menace que représente l'Iran, les Émirats arabes unis refusent d'améliorer publiquement les relations entre les deux pays sans progrès sur le processus de paix israélo-palestinien.
En 2015, Ron Dermer (en), ambassadeur d'Israël aux États-Unis depuis 2013, informe son homologue émirati Yousef Al Otaiba de l'opposition d'Israël au PAGC et enjoint les Émirats à être plus actifs dans leur opposition à cet accord.
Peu avant la fin du second mandat de Barack Obama à la présidence des États-Unis, les agences du renseignement américain sont mises au courant d'une communication téléphonique entre des officiels des deux États, y compris entre le Premier ministre Netanyahou et un émérite dirigeant émirati, ainsi que d'une rencontre à Chypre entre Netanyahou et des dirigeants émiriens, centrée sur la coopération pour faire face à l'Iran. Après l'élection de Donald Trump à la présidence des États-Unis, Israël et les Émirats arabes unis font tous deux pression pour la mise en œuvre d'un rapprochement entre la Russie et les États-Unis pour contenir l'influence iranienne en Syrie.
En juin 2017, des emails fuités révèlent que les Émirats arabes unis et l'Arabie saoudite coopèrent avec Israël contre l'Iran. Des relations étroites sont établies entre les Émirats et la FDD (Foundation for Defense of Democracies (en) ou Fondation pour la défense des démocraties), un think tank néoconservateur et pro-Israël, aussi connu pour son influence sur l'administration américaine du président Trump, afin "de trouver des moyens d'entraver la capacité de l'Iran à faire affaire avec de grandes entreprises à travers le monde".
En juillet 2017, les Émirats servent de médiateur pour organiser une réunion entre les renseignements israéliens et le général Khalifa Haftar, chef de l'armée nationale libyenne, soutenue par les Émirats arabes unis au cours de la deuxième guerre civile libyenne, afin de négocier l'aide militaire d'Israël aux forces d'Haftar.
En mars 2018, Netanyahou rencontre Otaiba et l'ambassadeur bahreïnien aux États-Unis dans un restaurant de Washington, D.C., où le sujet de l'Iran est soulevé.
Le 10 octobre 2018, les ambassadeurs Dermer et Otaiba partagent une table au cours du dîner annuel donné par la JINSA (ou Jewish Institute for National Security Affairs), où ils ont été vus en train de discuter.

### Accord de paix du 13 août 2020
À la suite de la signature de cet accord, les Émirats arabes unis devinrent le troisième pays du monde arabe à normaliser leurs liens avec Israël, plus de quarante ans après les accords de Camp David mettant fin aux hostilité entre Israël et l'Égypte, et de vingt-six ans après l’officialisation des relations entre la Jordanie et l’État hébreu en 1994.
Apparemment, l'accord conclu entre les deux nations a été atteint grâce à Mohammed Dahlan, accusé par la hiérarchie palestinienne d'aider le prince émirati Mohammed Ben Zayed al-Nahyan. Le Premier ministre israélien, Benyamin Netanyahou a remercié le président égyptien al-Sissi et les gouvernements d’Oman et de Bahreïn pour leur soutien à l’accord de paix historique. Cependant, le principal allié et partisan des EAU, l’Arabie saoudite, n’a pas encore approuvé l’accord de paix et s’est abstenu de dire quoi que ce soit.
Le 25 août 2020, le secrétaire d'Etat aux Affaires de défense des Émirats arabes unis, Mohammed ben Ahmad al-Bawardi, s'entretient au téléphone avec le ministre israélien de la Défense, Benny Gantz. Lors de cet échange, les deux responsables expriment la conviction que l'accord va renforcer la paix et la stabilité dans la région, et le désir d'établir des relations solides qui seront bénéfiques aux deux pays et à la région.
Le 29 août 2020, le président Khalifa ben Zayed Al Nahyane annonce l'abrogation de la loi fédérale n°15 de 1972 concernant le boycott d'Israël, et la permission de « faire entrer, échanger et posséder des biens et produits israéliens de tout type aux Émirats et de les commercialiser ».
Le 15 septembre 2020, l'accord est formellement signé à la Maison-Blanche.

## Domaines de coopération

### Convergence d'intérêts géopolitiques
L'hostilité commune des deux États envers l'Iran est un facteur important de rapprochement et de coopération entre Israël et les pays du Golfe, tout comme leur amitié commune avec les États-Unis et l'Égypte.

### Coopération économique
En janvier 2020, tout en n'ayant officiellement aucune relation diplomatique, les échanges commerciaux entre Israël et les Émirats arabes unis, étaient estimés à plus d'un milliard de dollars.
Le secteur énergétique, principalement l'exploitation pétrolière aux Émirats arabes unis, fait partie des domaines de coopération amenés à se développer rapidement après l'accord de paix d'août 2020.
Les cyberindustries, la recherche biomédicale, les technologies financières et des communications, l'agronomie et le tourisme pourraient aussi bénéficier de l'accord. Les citoyens des deux pays sont intéressés par le fait de voyager chez l’autre : Jérusalem abritent plusieurs lieux saints musulmans intéressant les pèlerins des pays de Golfe, tandis que Dubaï dispose du troisième aéroport le plus fréquenté au monde et dessert de nombreuses destinations.

### Infrastructures et services de transport
Le 1er septembre 2020, la compagnie aérienne israélienne El Al inaugure le premier vol commercial direct entre Israël et les Émirats arabes unis.
Deux semaines plus tard, la division restauration d'Emirates, la plus grande compagnie aérienne au Moyen-Orient, a annoncé jeudi son intention de commencer à produire des plats casher pour accueillir des passagers israéliens.
Le 17 septembre, des compagnies de transport maritime des deux États signent une série d'accords concernent le développement des ports israéliens de Haïfa et d’Ashdod, et l’établissement d’une ligne de transit entre les deux ports israéliens et les Émirats arabes unis.

### Coopération sécuritaire
Le secteur du renseignement et de la répression est un atout majeur d'Israël dans ses ambitions de rapprochement avec les régimes arabes autoritaires. L’entreprise israélienne NSO Group, a entre autres fourni à Abou Dabi le logiciel espion Pegasus qui transforme les smartphones en outils de surveillance de masse.
En 2019, le journal israélien Haaretz dévoile la signature d’importants contrats entre Abou Dabi et un homme d’affaires israélien, afin de se doter de technologies d’espionnage et de surveillance, de drones, de matériel de cybersurveillance et de systèmes de reconnaissance faciale.
Paradoxalement, cette coopération sécuritaire n'empêche pas l’État hébreu de conserver une certaine inquiétude au sujet d'une éventuelle montée en puissance militaire les Émirats arabes unis, comme envers les autres pays arabes de la région. En août 2020, malgré le rapprochement affiché des deux États, Benjamin Netanyahou, s’oppose publiquement à une vente d’avions de combat américains F-35 à Abou Dabi, provoquant des tensions avec le président américain Donald Trump souhaitant conclure cette transaction.
Le 22 septembre 2020, le ministre américain de la Défense Mark Esper assure que les États-Unis maintiendront la supériorité militaire d'Israël au Moyen-Orient.

### Coopération scientifique
En juin 2020, le Premier ministre israélien Benjamin Netanyahou a annonce une "coopération" scientifique avec les Emirats arabes unis afin de lutter contre la pandémie de Covid-19.

## Affinités culturelles etsoft power

### La diplomatie «sportive»
A l'instar de la « diplomatie du ping-pong » ayant permis une reprise des relations entre les États-Unis de Richard Nixon et la Chine de Mao Zedong dans les années 1970, la participation d’athlètes israéliens à des compétitions organisées dans le Golfe a contribué à rapprocher Israël des états de cette région.
En octobre 2018, Miri Regev, Ministre israélienne de la Culture et du Sport et ancienne générale de l'armée israélienne se rend à Abou Dabi en visite officielle à l'occasion du Grand Chelem de judo, au cours duquel les judokas israéliens Sagi Muki et Peter Paltchik sont médaillés d'or,. Lors de la remise de leurs médailles, l’hymne israélien est entonné pour la première fois à Abou Dabi.
Au même moment, des athlètes israéliens, dont un soldat, participent aux championnats du monde de gymnastique artistique au Qatar.
Fin octobre 2018, dans la foulée de la fin de ces compétitions, le ministre israélien des Communications Ayoub Kara profite de l'occasion se rend à Dubaï et plaide pour la « paix et la sécurité » entre les pays du Moyen-Orient.

### Exposition universelle de Dubaï
Israël fait partie des pays conviés à l'Exposition universelle de 2020 organisée à Dubaï, et considère cet événement comme une opportunité pour accélérer ce rapprochement avec les États arabes du Golfe, y promouvoir sa culture et son savoir-faire. La date de cette exposition a néanmoins été repoussée au mois d'octobre 2021 en raison de la pandémie de Covid-19.

### Partenariat dans le cinéma
Le 21 septembre 2020, la commission du film d'Abou Dabi, le fonds cinématographique israélien et l'école de cinéma et de télévision Sam Spiegel de Jérusalem signent un accord de partenariat portant sur la formation et la production cinématographique. Cet accord prévoit d'organiser un festival annuel du film qui se déroulerait en alternance à Abou Dabi et en Israël, de développer la formation de réalisateurs et à terme coproduire des œuvres pour le cinéma et la télévision.